# سیارک ۸۱۸۵۹
سیارک ۸۱۸۵۹ (به انگلیسی: 81859 Joetaylor، نامگذاری:2000KP69) هشتاد و یک هزار و هشتصد و پنجاه و نهمین سیارک کشف شده‌است که در ۲۹ مه ۲۰۰۰ کشف شد.